# ヒャダインのカカカタ☆カタオモイ-C
「ヒャダインのカカカタ☆カタオモイ-C」（ヒャダインのカカカタカタオモイ シー）は、ヒャダインの1枚目のシングル。2011年4月27日にLantisから発売された。

## 概要
表題曲は、テレビアニメ『日常』のオープニングテーマとして使用されたほか、前奏部分が北陸放送（MRO）ラジオ『夜は本多町パラダイス』のジングルとしても使用され、また、毎日放送制作・TBS系列放送の情報番組『知っとこ!』のオープニングテーマとしても使用されていた。作曲・作詞・歌を全てヒャダインこと前山田健一が担当している。なお曲内の女性パートの声は「ヒャダル子」である。
楽曲全体の雰囲気はアップテンポでポップな曲調になっており、作曲時は「矢継ぎ早の掛け合い」をメインテーマにして製作したと語っている。『日常』の監督から「淡い恋心を描いた詞」というオーダーを受け、「春を意識した初恋ソング」というテーマで楽曲が制作された。
PVは麻生夏子が「ヒャダル子starring 麻生夏子」として出演しており、春らしい映像に仕上がったという。
カップリング曲である2曲目の「ヒャダル子のカカカタ☆カタオモイ-F」は、「ヒャダインのカカカタ☆カタオモイ-C」のヒャダインパートとヒャダル子パートを入れ替えてアレンジしたものである。3曲目の「Choose me feat.佐咲紗花」は、前山田健一がヒャダイン名義で製作した「Choose me」の初音ミクパートを佐咲紗花に変更したものである。また、ニコニコ動画に投稿された音源を使用したのではなく、レコーディングやミックス等を新たに行った為、原曲よりかっこいい印象になったという。本作を引っ提げたコンテストがニコニコ動画で開催されており、優勝者がヒャダインの次の作品で共演できるというもの。
振付は西田一生（西田プロジェクト）が担当。
2011年5月9日付のオリコン週間シングルチャートで12位を獲得。初動売上は1.0万枚を記録した。

## 批評
CDジャーナルは、「女声仕様のヒャダル子とのデュエット式であり、楽曲は弾けるハイパーポップスになっている。」と批評した。

## カバー
- 『日常 キャラクターソング その6 麻衣の涙の阿弥陀如来』には、水上麻衣（富樫美鈴）が歌う「麻衣のカカカタ☆カタオモイ-梵」を収録。
- 伊藤真澄のアルバム『Heart of Magic Garden~Lantis Artists Self Tribute Album~』には、カバーアレンジ版「ヒャダインのカカカタ☆カタオモイ-C（From Heart of Magic Garden）」を収録。
- ヒャダインのベストアルバム『20112012』には、野宮真貴をゲストボーカルに迎えた「ヒャダインと野宮真貴のカカカタ☆カタオモイ-F」を収録。

## 収録曲
（全作詞・作曲・編曲：前山田健一）
1. ヒャダインのカカカタ☆カタオモイ-C [3:53]
  - テレビアニメ『日常』オープニングテーマ
  - 毎日放送・TBS系『知っとこ!』オープニングテーマ
2. ヒャダル子のカカカタ☆カタオモイ-F [3:52]
3. Choose me feat.佐咲紗花 [3:59]
歌：ヒャダイン、佐咲紗花
4. ヒャダインのカカカタ☆カタオモイ-C（without ヒャダル子）
5. ヒャダインのカカカタ☆カタオモイ-C（without ヒャダイン）
6. ヒャダインのカカカタ☆カタオモイ-C（off vocal）
7. Choose me feat.佐咲紗花（off vocal）

## 収録アルバム
| 曲名                              | アルバム     | 発売日         |
| --------------------------------- | ------------ | -------------- |
| ヒャダインのカカカタ☆カタオモイ-C | 『20112012』 | 2012年11月28日 |